# راسيل فينتر (لاعب اتحاد الرغبي)
راسيل فينتر (بالإنجليزية: Russell Winter)‏ هو لاعب اتحاد الرغبي جنوب أفريقي، ولد في 17 أغسطس 1975 في جوهانسبرغ في جنوب أفريقيا.